# Побуњеник 2
Побуњеник 2 (хинд. बाग़ी 2) је индијски филм из 2018. године

## Улоге
| Глумац          | Улога                     |
| --------------- | ------------------------- |
| Тигар Шроф      | Рони                      |
| Диша Патани     | Неха                      |
| Маноџ Баџраји   | Аџај Шергил               |
| Рандип Худа     | Лоха Синг Дул             |
| Даршаг Кумар    | Шекар Салнаонка           |
| Шаурија Бардваџ | Генерал Ранџит Кумар Синг |
| Пратеик Бабар   | Сани Салгаонкар           |